# Jacques de Corneillan
Jacques de Corneillan, mort  à Rodez le 30 août 1582 ou 1585, est un prélat français du XVIe siècle.  

## Biographie
Jacques de Corneillan est le fils de Jean (I) de Vernède, seigneur de Corneillan et de Jeanne Margueritte d'Armagnac, la sœur du cardinal Georges d'Armagnac.
Après ses études à l'université de Toulouse, il accompagne son oncle maternel Georges d'Armagnac, évêque de Rodez, depuis cardinal, dans son ambassade vers le pape Paul III, qui le fait évêque in partibus. Le roi, en récompense des services que lui a rendus Jacques de Corneillan pendant cette ambassade, lui fait don à son retour d'une charge de conseiller épiscopal honoraire au parlement de Toulouse. Le cardinal d'Armagnac qui était administrateur de l'évêché de Vabres, s'en démet en sa faveur en 1553 et  résigne en 1560 celui de Rodez, avec la permission du roi.  Jacques de Corneillan était  aussi gouverneur du comté de Rodez et des quatre châtellenies du Rouergue.
Le prélat contribue  au rétablissement du collège des jésuites en sa ville épiscopale. Il fait de grands dons à leur maison. Il favorise aussi l'établissement des   religieuses de l'Annonciade dans Rodez. On a de lui des statuts synodaux qu'il fait imprimer en 1557 pour son diocèse de Vabres et un ouvrage intitulé Conduite que doivent mener les ecclésiastiques pour remplir dignement les devoirs de leur état, imprimé en 1559. Il est aussi auteur d'un livre imprimé en 1576, intitulé Avis fur la dévotion & l'importance du recueillement qu'on doit observer saintement dans les églises.
C'est  Jacques de Corneillan qui fait élever la belle terrasse de l'évêché de Rodez, mais par l'ordre et aux frais du cardinal d'Armagnac, qui en a approuvé le plan, dont probablement l'auteur était  Philandrier.